# Tony Britten
Tony Britten (* England, UK) ist ein britischer Komponist, Dirigent und Regisseur.
Während der Fußballsaison 1992/93 beauftragte die UEFA Britten mit der Komposition der Hymne der UEFA Champions League, mit welcher sich Britten musikalisch stark am Eröffnungschor aus Georg Friedrich Händels Krönungshymne Zadok The Priest orientierte.

## Fernsehserien
Britten war der Komponist in folgenden Fernsehserien: 
- Grushko (1994)
- Hancock (1991)
- Burndown (1990)
- Joyriders (1989)
- Echoes (1988)
- "Lost Belongings" (1987)
- What Mad Pursuit? (1985)
- "The Irish R.M." (1983)

## Filme
Filme, an denen er maßgeblich mitgearbeitet hat: 
- RoboCop (1987) (Dirigent)
- John and Yoko: A Love Story (1985) (TV) (Musikdirektor)
- Lace II (1985) (TV) (conductor) (Orchestrator)
- Wetherby (1985) (conductor) (Musikarrangeur)
- Charles Dickens’ Weihnachtsgeschichte (1984) (TV) (Dirigent)
- The Scarlet Pimpernel (1982) (TV) (Dirigent)
- Oliver Twist (1982/I) (TV) (Dirigent)

In den letzten Jahren war er auch als Regisseur tätig:
- She Stoops to Conquer (2008) (TV)
- Peter Warlock: Some Little Joy (2005) (TV)